# Thuidium versicolor
Thuidium versicolor là một loài Rêu trong họ Thuidiaceae. Loài này được (Hornsch. ex Müll. Hal.) A. Jaeger miêu tả khoa học đầu tiên năm 1878.